# 입산
입산(공동번역성서, 개신교), 입찬(로마가톨릭)(אִבְצָן)은 판관기에 등장하는 아홉번째 판관이다. 이름의 뜻은 '빛나는'이다.

## 생애
성경에서는 판관기 12장 8절에서 10절까지 입산에 대한 이야기를 다룬다.
8   그 뒤로 베들레헴 출신 입산이 이스라엘의 판관으로 있었다.
9   그에게는 아들과 딸이 각각 삼십 명 있었는데 딸들은 일가 아닌 사람들에게 시집보냈고 며느리 삼십 명도 일가 밖에서 맞아들였다. 그는 칠 년 동안 이스라엘을 다스리다가
10   죽어 베들레헴에 묻혔다.

판관기 12장, 공동번역성서
성경은 입산이 베들레헴 사람이라고 기록하고 있는데, 많은 학자들은 여기서 말하는 베들레헴을 예수의 고향인 유다 지파의 땅 베들레헴이 아닌 즈불론 지파의 땅 갈릴리에 위치한 베들레헴으로 추정한다.
그러나 탈무드는 입산이 룻기의 보아스와 마찬가지로 유다 지파의 땅 베들레헴 출신으로 기록하고 있다.

## 같이 보기
- 판관 (성경)
- 판관기